# Louise Watkin

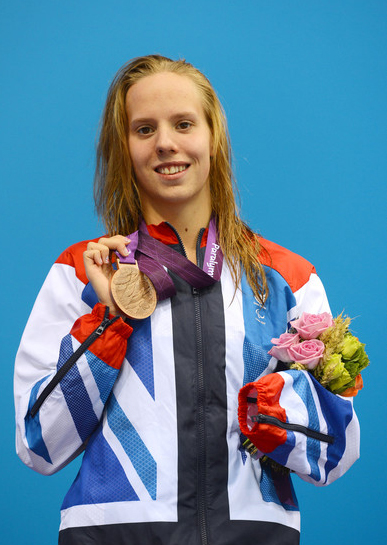
Louise Watkin

Louise Watkin, född 13 augusti 1992 i Stockholm, är en brittisk paralympisk simmare. Hon flyttade till Storbritannien 1996. Watkin föddes med kluven överläpp och saknar vänster hand. 
Första gången hon deltog vid en stor tävling var vid 2006 års VM i Sydafrika. Sedan dess har Watkin deltagit i Paralympiska sommarspelen 2008 i Peking, 2009 års EM i Reykjavik och 2009 års kortbane-VM i Rio de Janeiro. I Paralympiska sommarspelen erhöll hon tre brons (50 meter frisim, 100 meter bröstsim och 200 meter individuellt medley) och ett silver (100 meter bröstsim), samtliga i klassen S9.
Watkin var i juni 2010 rankad världsetta i grenarna 50 meter frisim, 100 meter bröstsim och 100 meter frisim.
Hon innehar europeiskt rekord på 50 respektive 100 meter frisim (29,21 sek. resp. 1 min 3,07 sek.).
Watkin är skriven i Merstham i Redhill i Surrey och tillhör klubben Redhill and Reigate Swimming Club.